# دوريان سميك الساق
دوريان سميك الساق (الاسم العلمي:Durio crassipes) هو نوع من النباتات يتبع جنس الدوريان من الفصيلة الخبازية.